# Histoire militaire de la Finlande

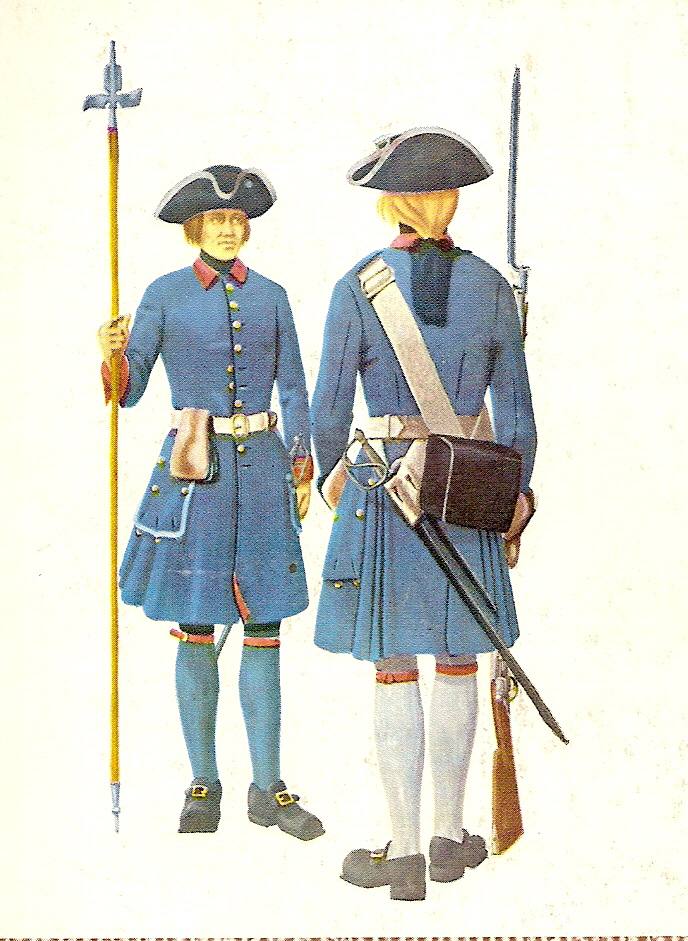
Uniforme de soldats finlandais en 1706.

L'histoire militaire de la Finlande recouvre une période allant des premiers affrontements préhistoriques aux conflits actuels. Ceux-ci ont eu lieu soit sur le territoire de la Finlande actuelle, soit ont opposé les habitants de cette contrée à d'autres forces, autochtones ou étrangères.

## Préhistoire
Les premières installations sur le territoire finlandais remontent à 8300 av. J.-C., et l'ère préhistorique dura sur ce territoire pratiquement jusqu'au XIIIe siècle. Les vestiges archéologiques, attestant de guerres préhistoriques, sont très disparates, notamment du fait que les squelettes préhistoriques, qui pourraient être porteurs de traces de traumatismes violents, ne se conservent que rarement dans le sol finlandais. Toutefois, durant l'âge du bronze (1500 - 500 av. J.-C.) on retrouve des armes, comme des haches de combat ou des épées, dans les matériaux archéologiques, et certaines traces font penser à la présence de collines fortifiées. Durant l'âge du fer et la période de l'Empire romain, la mise au jour d'armes durant les fouilles devient plus courante. Les attaques des Vikings en Finlande ne sont connues que par deux inscriptions runiques en Suède, et par des passages de sagas somme toute peu fiables. Selon une de ces sagas, Olaf le Saint, futur roi de Norvège, attaqua une région considérée comme étant le sud-ouest de la Finlande (Finlande-Occidentale actuelle). Son attaque fut d'ailleurs repoussée.

## Haut Moyen Âge
L'histoire de la Finlande est relativement peu connue avant le XIVe siècle, du fait de la quasi absence de source écrite. Toutefois, les découvertes archéologiques, notamment les collines fortifiées, laissent penser que les XIIe et XIIIe siècles furent relativement mouvementés, alors que la Suède et l'État russe de Novgorod étendaient leur influence sur l'Europe du Nord-est. Le royaume suédois choisit comme religion d'État le catholicisme romain, tandis que le royaume de Novgorod optait pour une orthodoxie d'État. Plusieurs raids et attaques contre les Finnois sont mentionnés dans les chroniques russes des XIIe et XIIe siècles. Suédois et Danois attaquèrent également les Finnois, se référant parfois à ces expéditions comme étant des "croisades".
D'après la Saga d'Egil, rédigée en Islande, les Norsemen (en) et les Kvènes, peuple finnois du nord de la Finlande, unirent leurs forces, apparemment au cours du XIIe siècle, pour venir à bout des Caréliens (autre peuple finnois) qui, avec le soutien de Novgorod, progressaient en direction du Nord de la Finlande et de la Norvège. Selon les mêmes sources, ces mêmes Caréliens détruisirent la ville suédoise de Sigtuna en 1187. 
En 1251, les Caréliens combattirent à nouveau les Norvégiens, et en 1271 les deux peuples finnois, Kvènes et Caréliens se joignirent lors des guerres contre les Norvégiens du royaume du Hålogaland.

## La Finlande, province suédoise
Durant plusieurs des siècles qui suivirent, eu lieu la formation de ce qui devait devenir le royaume de Suède, et son expansion lente et progressive sur le territoire de la Finlande actuelle. Ce processus ne se traduisit pas par des guerres entre Suédois et peuples finnois, mais plutôt par des états de guerre plus ou moins virulents et des escarmouches entre les Finnois eux-mêmes. Certains, à l'Ouest, notamment les habitants de l'Häme (Tavastie), sympathisèrent avec les Suédois catholiques, tandis que d'autres, à l'Est, en particulier les Caréliens, coopérèrent avec les Russes orthodoxes.
Par la suite, c'est seulement au cours des derniers siècles d'expansion suédoise sur les terres finnoises, c'est-à-dire au XVIe siècle et même après, que les zones du sud-ouest de l'actuelle Finlande passèrent sous contrôle suédois.
De 1352 jusqu'en 1808, la Finlande faisait partie intégrante du royaume de Suède. Cette province commença sous la forme de la partie sud-ouest de la Finlande, et s'étendit vers l'est.
Les soldats finlandais furent au moins en guerre trente-huit fois avec les Suédois, la totalité de ces engagements ayant à voir soit avec des luttes d'influence à l'intérieur de la famille royale suédoise, soit que la Suède soit impliquée dans des conflits avec d'autres États.

## Le Grand-duché de Finlande autonome
Des suites de la guerre de Finlande de 1808-1809, la Finlande devient le Grand-duché de Finlande, autonome à l'intérieur de l'Empire russe, et ce jusqu'à la déclaration d'indépendance finlandaise du 6 décembre 1917.  Durant cette période, l'armée finlandaise prit part aux guerres de la Russie, comme la guerre de Crimée, au cours de laquelle, en 1855, les marines française et anglaise attaquèrent la Finlande. Les soldats finlandais prirent également part à la Première Guerre mondiale sous l'uniforme russe, malgré les refus d'enrôlements et la résistance face à la russification de la province.

## La république de Finlande indépendante

### Guerre civile finlandaise
Depuis 1917, la Finlande est une république indépendante. Cette période débuta avec la guerre civile finlandaise, en 1918, entre les Rouges (communistes) et les Blancs (de la bourgeoisie), peu après la déclaration d'indépendance.

### Seconde Guerre mondiale
En 1939, la Finlande eut à subir une attaque d'envergure de l'Union soviétique. Cette guerre, violente et subite, est connue sous le nom de guerre d'Hiver. Elle dura 105 jours, et s'acheva sur une défaite pour la Finlande, malgré une résistance qui surprit tout le monde. Cet épisode est clos par le traité de Moscou. Il s'ensuivit une période sans combat, relativement courte, connue sous le nom de Grande Trêve.
En 1941, l'Union soviétique attaqua à nouveau la Finlande, des suites du lancement de l'opération Barbarossa par l'Allemagne nazie. La Finlande se trouva alors de fait dans un état de cobelligérance avec l'Allemagne. Il s'agit là de la guerre de Continuation, qui dura jusqu'à l'automne 1944. Une fois vaincue à nouveau par l'Union soviétique, la Finlande se retourna contre l'Allemagne au cours de la guerre de Laponie.

### Après guerre
Depuis la naissance des Nations unies en 1945, les forces militaires finlandaises, y compris divers personnels militaires et conseillers techniques, prirent part à de nombreuses opérations de maintien de la paix de l'ONU.